# Andrzej Franciszek Ksawery Dybek

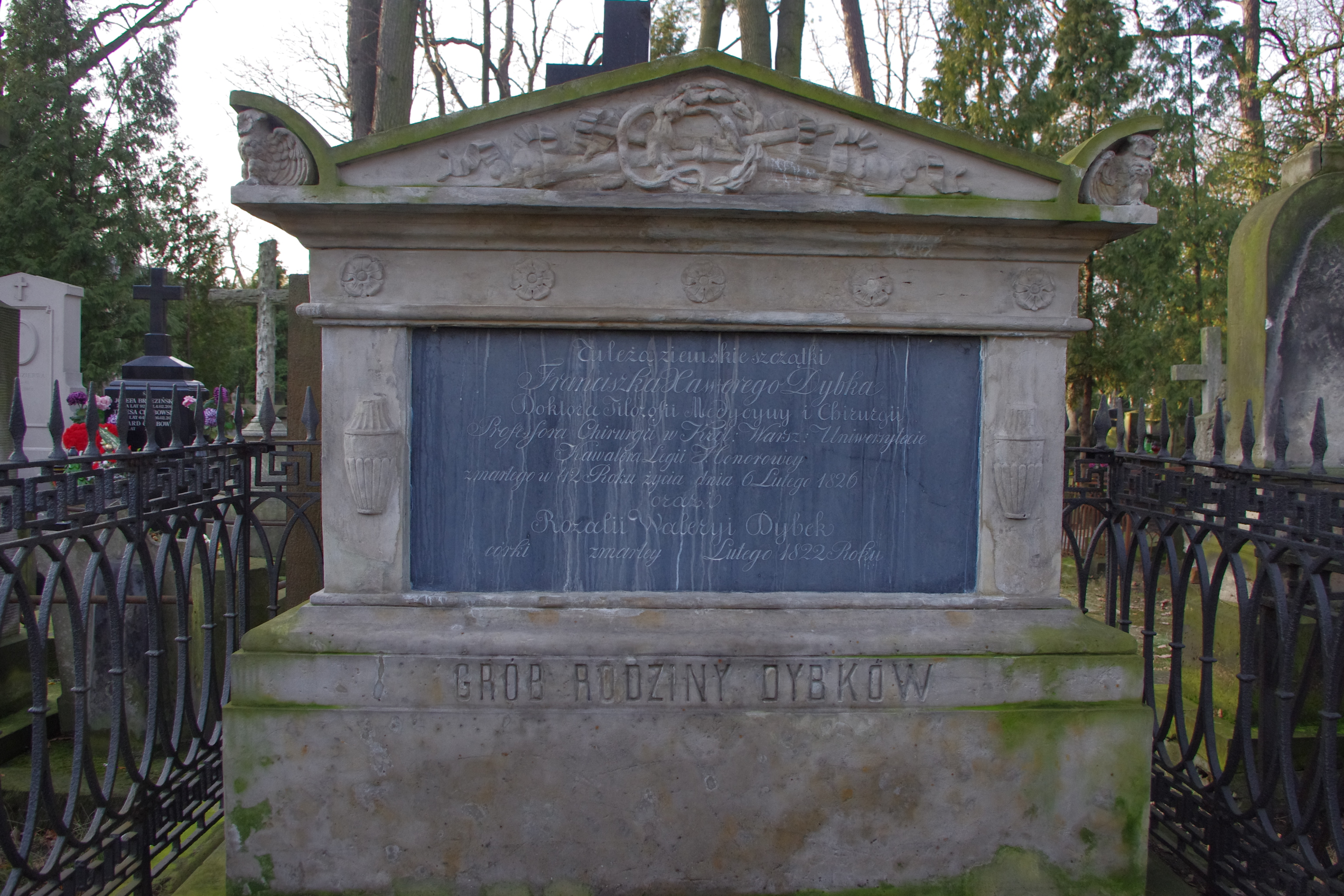
Grób chirurga Andrzeja Franciszka Ksawerego Dybka i jego córki Rozalii Walerii Dybek, na Starych Powązkach w Warszawie (2013)

Andrzej Franciszek Ksawery Dybek (ur. 30 listopada 1783 w Poznaniu, zm. 6 lutego 1826 w Warszawie) – polski chirurg .

## Życiorys
Urodził się w 1783 w Poznaniu jako syn Jana, który był lekarzem wojskowym w 7. pułku piechoty koronnej armii Rzeczypospolitej Obojga Narodów. W 1793 po II rozbiorze Polski, kiedy Poznań znalazł się w zaborze pruskim miał 10 lat. W wieku lat 17 poszedł w ślady ojca uzyskując pruskie stypendium rządowe. Wysłany został w r. 1800 do Berlińskiej Akademii Medyko-chirurgicznej, którą ukończył w 1803. W latach 1803–1817 był chirurgiem wojskowym. Początkowo wstąpił do pruskiej służby wojskowej jako lekarz trzeciego pułku artyleryi pieszej. W armii awansował na stopień starszego chirurga. 14 października 1806 brał udział w bitwie pod Jeną opatrując rannych na pobojowisku. Dostał się do francuskiej niewoli, ale jako Polaka wkrótce go wypuszczono .
Po zwycięskim dla Polaków powstaniu wielkopolskim 1806 roku wszedł na służbę armii polskiej gdzie pełnił funkcję starszego chirurga w 3. Pułku Ułanów. Przeszedł z nim kampanię 1807 roku przeciw Prusakom oraz przeciw Austriakom w 1809 roku w wojnie polsko-austriackiej pod dowództwem Józefa Poniatowskiego  .
W 1812 lekarz naczelny armii polskiej podczas inwazji na Rosję, a od 1817 profesorem chirurgii w Królewskim Uniwersytecie Warszawskim. Był dyrektorem kliniki chirurgicznej, wykładowcą, dziekanem Wydziału Lekarskiego UW, pedagogiem i wychowawcą polskich chirurgów, członkiem kilku towarzystw naukowych. Udoskonalił zabiegi plastyki nosa i ulepszył wiele narzędzi operacyjnych.
W 1820 przyczynił się do stworzenia Warszawskiego Towarzystwa Lekarskiego, którego był pierwszym wiceprezesem . Synem Andrzeja Franciszka Ksawerego Dybka był doktor Włodzimierz Aleksander Dybek – minister spraw wewnętrznych w powstańczym rządzie dyktatora Romualda Traugutta.
Był członkiem loży wolnomularskiej Przesąd Zwyciężony w 1810.
Zmarł 5 lutego 1826 w Warszawie. Pochowany został na Cmentarzu Powązkowskim w Warszawie .

## Dzieła
Ogłosił wiele prac, między innymi:
- O klinice chirugicznej Królewskiego Uniwersytetu w Warszawie, (1821)[2] ,
- Uwagi nad niektóremi chorobami i operacyami(1821)[2] .